# Erhard Friedrich Vogel
Erhard Friedrich Vogel (* 17. November 1750 in Bayreuth; † 2. Mai 1823 in Wunsiedel) war evangelischer Pfarrer und Superintendent und ist vor allem als väterlicher Gönner des Schriftstellers Jean Paul bekannt.
Geboren als Sohn des markgräflich-bayreuthischen Hofkammerrats Johann Achatius Vogel begann er 1768 mit dem Theologiestudium, zunächst in Erlangen, der heimischen Universitätsstadt im Fürstentum Bayreuth, dann im „ausländischen“ Leipzig. 1772 wurde er in Bayreuth ordiniert, worauf ein Vikariat an der Schlosskirche Bayreuth folgte.

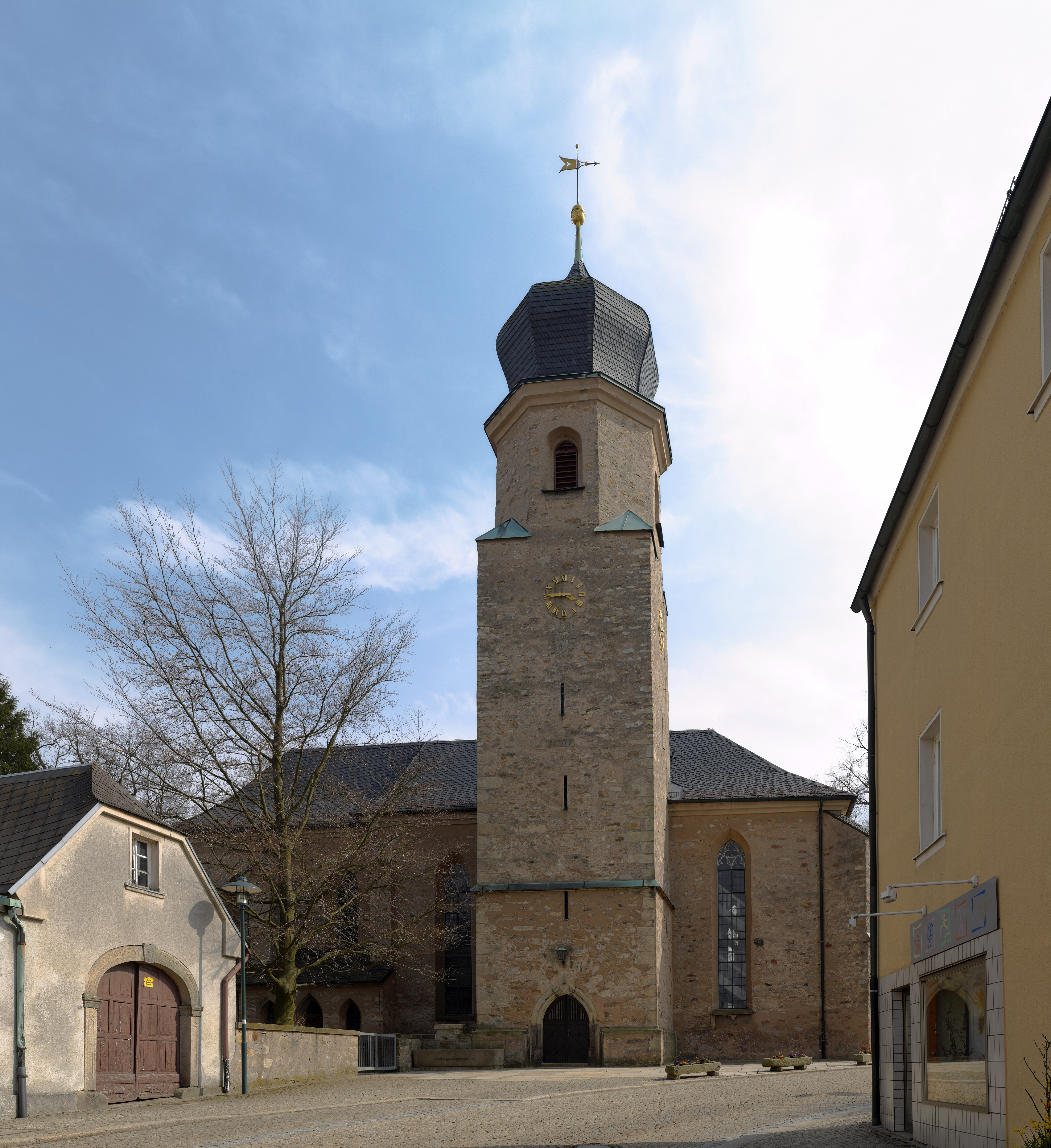
Die Rehauer Pfarrkirche: Hier wirkte Vogel 1775–1788

Von 1775 bis 1788 wirkte Vogel als Gemeindepfarrer in Rehau an der östlichen Grenze des bayreuthischen Fürstentums. Vogel präsentierte sich dort als ein der Aufklärung zugewandter Theologe und „ging in seiner Ablehnung der Orthodoxie so weit, daß selbst sein christlicher Glaube von seinen Gegnern angezweifelt wurde“. Getadelt wurde er, weil sich die Kirche während seiner Amtstätigkeit eher leerte als füllte. Demgegenüber gibt es Zeugnisse, die Vogels Menschenfreundlichkeit und Bildung rühmten. Eine seiner pfarramtlichen Hauptaufgaben bestand darin, die 1763 niedergebrannte Pfarrkirche St. Jobst wiederherzustellen.
Vogel verfügte über eine relativ umfangreiche Bibliothek, die die Aufmerksamkeit des um 13 Jahre jüngeren Schwarzenbacher Pfarrersohnes Johann Paul Richter, des späteren Jean Paul, auf sich zog. Der jugendliche Jean Paul hielt sich immer wieder im Hause Vogels auf, wo er mit aufklärerischem Gedankengut vertraut gemacht wurde und sich vom Einfluss der vom Vater vermittelten lutherischen Orthodoxie freimachen konnte. Vogels Bibliothek bildete die Ausgangsbasis von Jean Pauls legendären Exzerptheften. Auch während seiner Studienzeit in Leipzig ließ sich Jean Paul noch Bücher von Vogel zusenden. Aus den Jahren 1780 bis 1793 ist ein Briefwechsel zwischen Vogel und Jean Paul erhalten.
Nachdem Vogel ab 1789 die Pfarrstelle Arzberg innegehabt hatte, wurde er 1803 als Superintendent nach Wunsiedel berufen. Dies gehörte, zusammen mit den anderen ehemals markgräflich ansbach-bayreuthischen Gebieten, seit 1792 zum Königreich Preußen und kam von 1806 bis 1810 unter französische Besatzung. In diesen bewegten Zeiten verwaltete Vogel die Superintendentur Wunsiedel als Königlich Preußischer Superintendent. Mit der Abtretung dieser Gebiete an das Königreich Bayern 1810 und gleichzeitiger Einführung der Amtsbezeichnung Dekan wurde Vogel noch in diesem Jahr der Titel eines Königlich Bayerischen Dekans verliehen.
Anerkennung fand Vogels aufgeklärte und unorthodoxe Haltung beim Königlich Bayerischen Innenministerium unter Minister Montgelas, der ihn 1811 zum Distriktsschulinspektor berief. 
Seine Ämter in Wunsiedel übte Vogel bis zu seinem Tod im Jahr 1823 aus. Ein Porträt von ihm als Dekan hängt in der Spitalkirche in Wunsiedel.
Vogel war seit 1774 mit Sophie Albertine Gutfeld aus Adlitz verheiratet. Sie hatten zusammen elf Kinder, von denen nur zwei Töchter und zwei Söhne ihren Vater überlebten. Von seinen  Söhnen entschied sich Johann August Ludwig Vogel für den Beruf seines Vaters und wurde Pfarrer. Der Sohn Carl Heinrich Vogel wurde Appelationsgerichts-Advokat in Wunsiedel. Vogels Tochter Sophie heiratete Anton Christian David Ellrodt, Pfarrer in Berg, Goldkronach und Gefrees.